# Xenoscelinae
Sous-famille
Synonymes
- Xenoscelini Ganglbauer, 1899[1]

Xenoscelinae est une sous-famille de coléoptères de la famille des Erotylidae. Elle compte environ 8 genres et 12 espèces décrites,,.

## Genres
Les huit genres suivant appartiennent à la sous-famille Xenoscelinae :
- Cryptophilus (en) Reitter, 1874 i c g b
- Hapalips (en) Reitter, 1877 i c g b
- Loberonotha Sen Gupta and Crowson, 1969 i c g
- Loberus LeConte, 1861 i c g b
- Pharaxonotha (en) Reitter, 1875 i c g b
- Protoloberus Leschen, 2003 i c g
- Toramus (en) Grouvelle, 1916 i c g b
- Truquiella b

Data sources: i = ITIS, c = Catalogue of Life, g = GBIF, b = Bugguide.net